# Bettolle
Bettolle is een plaats (frazione) in de Italiaanse gemeente Sinalunga. Met 2612 inwoners (2011) is Bettolle de grootste plaats binnen de gemeente Sinalunga.
Bettolle ligt circa 40 kilometer ten zuidoosten van de stad Siena. De plaats valt onder het Bisdom Montepulciano-Chiusi-Pienza. Door Bettolle stromen de riviertjes Chiana, Torrenti Esse en Foenna.

## Geschiedenis
De plaats werd al bewoond door de Etrusken. In 1014 en 1040 n.Chr. werd Bettolle voor het eerst vermeld in een schenking. Rond 1100 werd door de familie Cacciaconti della Scialenga de burcht Castrum Betullarum gebouwd. Vanaf 1266 kreeg Siena de macht in handen. In 1553 werd Bettolle belegerd en in brand gestoken tijdens het conflict tussen Siena en Florence. In 1593 verzocht Bettolle aan de heren van Sinalunga om zich bij Sinalunga te mogen aansluiten, hetgeen werd toegestaan. Deze aansluiting werd in 1778 nog eens bevestigd door Keizer Leopold II.

## Bezienswaardigheden
- San Cristoforo: deze kerk werd in de 19e eeuw op de resten van een oudere kerk gebouwd.
- Chiesa della Misericordia: kerk uit 1877.
- Monumento ai caduti: herdenkingsmonument voor de gevallenen uit de Eerste en Tweede Wereldoorlog.
- Monumento Ezio Marchi: dit monument uit 1911 eert de in Bettolle geboren bioloog Ezio Marchi.
- Real Fattoria di Bettolle (ook Villa Granducale of Villa Puccio Prefumo genoemd), uit de 18e eeuw.